# Ranunculus pseudobinatus
Ranunculus pseudobinatus är en ranunkelväxtart som beskrevs av Sóo. Ranunculus pseudobinatus ingår i släktet ranunkler, och familjen ranunkelväxter. Inga underarter finns listade i Catalogue of Life.